# Nastri d'argento 1954
Els Nastri d'argento 1954 foren la vuitena edició de l'entrega dels premis Nastro d'Argento (Cinta de plata que va tenir lloc el 15 de juliol de 1954.

## Guanyadors

### Productor de la millor pel·lícula
- PEG Film i Cite Film - I vitelloni

### Millor director
- Federico Fellini - I vitelloni

### Millor guió
- Vitaliano Brancati, Sergio Amidei, Vincenzo Talarico e Luigi Zampa - Anni facili

### Millor interpretació de protagonista femenina
- Gina Lollobrigida - Pane, amore e fantasia

### Millor interpretació de protagonista masculí
- Nino Taranto - Anni facili

### Millor actriu no protagonista
- Elisa Cegani - Tempi nostri - Zibaldone n. 2

### Millor actor no protagonista
- Alberto Sordi - I vitelloni

### Millor banda sonora
- Mario Zafred - Cronache di poveri amanti

### Millor fotografia
- Mario Craveri - Magia verde

### Millor escenografia
- Pek G. Avolio - Cronache di poveri amanti

### Premi especial
- Lea Padovani pel conjunt de les seves interpretacions
- Antonio Pietrangeli - Il sole negli occhi

### Millor documental
- Magia verde de Gian Gaspare Napolitano

### Millor pel·lícula estrangera
- Little Fugitive de Ray Ashley, Morris Engel i Ruth Orkin